# Built for Blame, Laced With Shame
Built For Blame, Laced With Shame es el cuarto y último EP de la banda estadounidense post-hardcore Get Scared, lanzado el 28 de agosto de 2012, a través de Gray Area Records. El álbum fue producido por Erik Ron. Es el único EP sin vocalista principal Nicholas Matthews y el único álbum con Joel Faviere después de que Matthews se fue a finales de 2011, pero luego se unió a la banda a fines de 2012.

## Antecedentes
Desde el lanzamiento de su primer álbum de estudio, Best Kind of Mess, la banda había comenzado a escribir material para su segundo álbum de estudio. Sin embargo, a fines de 2011, el vocalista principal Nick Matthews se separó del grupo debido a diferencias musicales, y luego se unió a su ahora exesposa en Blacklisted Me. La banda anunció que realizarían audiciones para que un cantante principal les diera una oportunidad a sus fanáticos en el puesto, pero luego canceló las audiciones después de que el exvocalista de Woe, Is Me, Tyler Carter presentara a la banda al excantante de Dear Chandelier, Joel Faviere, quien más tarde fue incluido en la banda.
El 9 de enero, la banda lanzó la canción "Cynical Skin", el primer lanzamiento con Faviere, como single. La canción generó principalmente reacciones positivas de críticos y fanáticos. Más tarde se reveló que el sencillo se presentaría en Built for Blame, Laced With Shame. Faviere anunció que también estaban trabajando en una canción titulada "Equal to Bullets", pero que se lanzará en un álbum de estudio de larga duración.
La banda ingresó al estudio el 23 de mayo para grabar lo que originalmente se pensó que era su segundo álbum de estudio, pero luego se anunció que era un EP. Erik Ron (Panic! At the Disco, VersaEmerge, Attaloss, I The Mighty) produjo el EP y anunció su lanzamiento en un nuevo sello, Gray Area Records, que actualmente tiene a Get Scared como su única banda. Faviere comentó sobre la invitación de Erik Ron para producir el EP: "Rápidamente todos nos convertimos en familia, fue natural y se sintió mucho más personal estar con Erik y el equipo de Grey Area".
El 1 de agosto, la banda lanzó otra canción del EP titulada "Built for Blame" en su página de YouTube. Al igual que Cynical Skin, la canción recibió reacciones positivas de los fanáticos. El mismo día, la banda anunció la fecha de lanzamiento de Built for Blame, Laced With Shame, que es el 28 de agosto de 2012. También se reveló una lista tentativa de canciones. El 22 de agosto de 2012 se lanzó otra nueva canción del EP titulada "Problematic" en Altpress.

## Lista de canciones
Todas las pistas están escritas e interpretadas por Get Scared.

| N.º | Título                          | Duración |  |
| 1.  | «Built for Blame»               | 4:15     |  |
| 2.  | «Problematic»                   | 3:13     |  |
| 3.  | «Cynical Skin»                  | 3:10     |  |
| 4.  | «Keep Myself Alive»             | 3:37     |  |
| 5.  | «Start to Fall»                 | 3:31     |  |
| 6.  | «Don't You Dare Forget the Sun» | 3:14     |  |

Spotify Bonus Track
| Spotify bonus tracks |                                            |          |  |
| N.º                  | Título                                     | Duración |  |
| 7.                   | «Don't You Dare Forget The Sun (Acoustic)» | 4:30     |  |

## Personal

### Músicos
Get Scared
- Joel Faviere – voz
- Johnny B – guitarra principal, coros
- Bradley Lloyd – guitarra rítmica, bajo, coros
- Dan Juarez – batería, percusión

## Historial del lanzamiento
| Region        | Date                 | Label             | Format               |
| ------------- | -------------------- | ----------------- | -------------------- |
| Todo el mundo | 22 de agosto de 2012 | Grey Area Records | CD, Descarga digital |